# Rascló de Wetmore
El rascló de Wetmore (Rallus wetmorei) és una espècie d'ocell de la família dels ràl·lids (Rallidae) que habita els manglars del nord-oest de Veneçuela.